# Ленский Полой
Ленский Полой (в нижней части Полой) — протока в Ленском районе Архангельской области. Начало протоки у села Ирта, устье у села Шаровицы на 164 км Вычегды. Длина водотока — 21 км.
В Ленский Полой впадает река Ягъёль, ручей Могильный, река Ленка.

## Данные водного реестра
По данным государственного водного реестра России относится к Двинско-Печорскому бассейновому округу, водохозяйственный участок реки — Вычегда от города Сыктывкар до устья, речной подбассейн реки — Вычегда. Речной бассейн — Северная Двина.
Код объекта в государственном водном реестре — 03020200212003000023705.